# Rajmund Moric
Rajmund Moric (Katowice, 27 de junho de 1944) é um político da Polónia.
Foi eleito para a Sejm em 25 de Setembro de 2005 com 3091 votos em 29 no distrito de Gliwice, candidato pelas listas do partido Samoobrona Rzeczpospolitej Polskiej.
Ele também foi membro da PRL Sejm 1985-1989.